# هانس اولسون (كاياكير)
هانس اولسون (بالسويدية: Hans Olsson)‏ هو راكب الكنو سويدي، ولد في 18 ديسمبر 1964 في غوتنبرغ في السويد.

## وصلات خارجية
- هانس اولسون على موقع أوليمبيديا (الإنجليزية)
- هانس اولسون على موقع اللجنة الأولمبية السويدية (السويدية)